# IFK Trumslagaren
IFK Trumslagaren, (ISBN 91-0-037773-2) svensk ungdomsroman från 1972 av författaren Max Lundgren utgiven på Albert Bonniers förlag. Boken är en i en serie av fem böcker om den nystartade friidrottsklubben IFK Trumslagaren. Omslaget tecknades av Nils Stödberg.
Var även en tecknad serie i Buster.

## Övriga böcker om IFK Trumslagaren
- 1973 - IFK Trumslagaren och Lillis ISBN 91-0-038681-2
- 1975 - IFK Trumslagaren och Chris ISBN 91-0-039506-4
- 1979 - IFK Trumslagaren och Lasse ISBN 91-48-50073-9
- 1981 - IFK Trumslagaren och Jack ISBN 91-48-50423-8